# Енергетик (Великоустюзький район)
Енерге́тик (рос. Энергетик) — селище у складі Великоустюзького району Вологодської області, Росія. Входить до складу Юдинського сільського поселення.

## Населення
Населення — 90 осіб (2010; 112 у 2002).
Національний склад (станом на 2002 рік):
- росіяни — 98 %